# Ingi Ragnar Ingason
Ingi Ragnar Ingason ist ein isländischer Filmemacher, Kameramann und war Mitarbeiter von WikiLeaks.

## Werk
Ingi Ragnar Ingason arbeitete in leitender Position für den Nachrichtenkanal NFS des isländischen Medienunternehmens 365 und 2006 für Kompas, ein wöchentlich ausgestrahltes, investigatives Fernsehformat beim isländischen Privatsender Stöð 2. Kompas wurde 2007 mit dem Filmpreis Edda ausgezeichnet. Er war freiberuflich für BBC, Channel Five, AP, Bloomberg L.P., TBS und andere Medienunternehmen tätig. Ingi Ragnar ist Mitgründer der Website NetGreen News und repräsentiert sie für Europa.

## Arbeit für WikiLeaks
Ingi Ragnar Ingason war an der Veröffentlichung des Videos Collateral Murder beteiligt. Im Abspann der von WikiLeaks im April 2010 veröffentlichten und journalistisch bearbeiteten Aufnahmen aus einem amerikanischen Militärhubschrauber während eines Einsatzes in Bagdad 2007 wird er als „visual editor, research“ benannt. WikiLeaks-Sprecher Kristinn Hrafnsson und Ingi Ragnar reisten im März 2010 nach Bagdad, um vor Ort mit Augenzeugen, Angehörigen von Opfern und Überlebenden des Luftangriffs zu sprechen und Fotomaterial zu sammeln. Ihrem Einfluss wird zugeschrieben, dass nicht nur ein unkommentiertes Originaldokument ins Netz gestellt wurde, sondern WikiLeaks erstmals auch eine politische Position bezog.
Zusammen mit Julian Assange, Kristinn Hrafnsson und Gavin MacFadyen gründete Ingi Ragnar Ingason im November 2010 in Reykjavík das durch WikiLeaks betriebene Unternehmen Sunshine Press Productions.

## Zitat
„Manchmal ist es schon frustrierend. Wir präsentieren das größte Archiv an Militärgeheimnissen aller Zeiten, und die erste Frage, die mir Leute stellen ist: Warum hat sich Julian die Haare gefärbt?“